# Gojsław
Gojsław (ur. II połowa X w., zm. 1020) – król Chorwacji z dynastii Trpimirowiczów panujący w latach 1000–1020.

## Droga do władzy

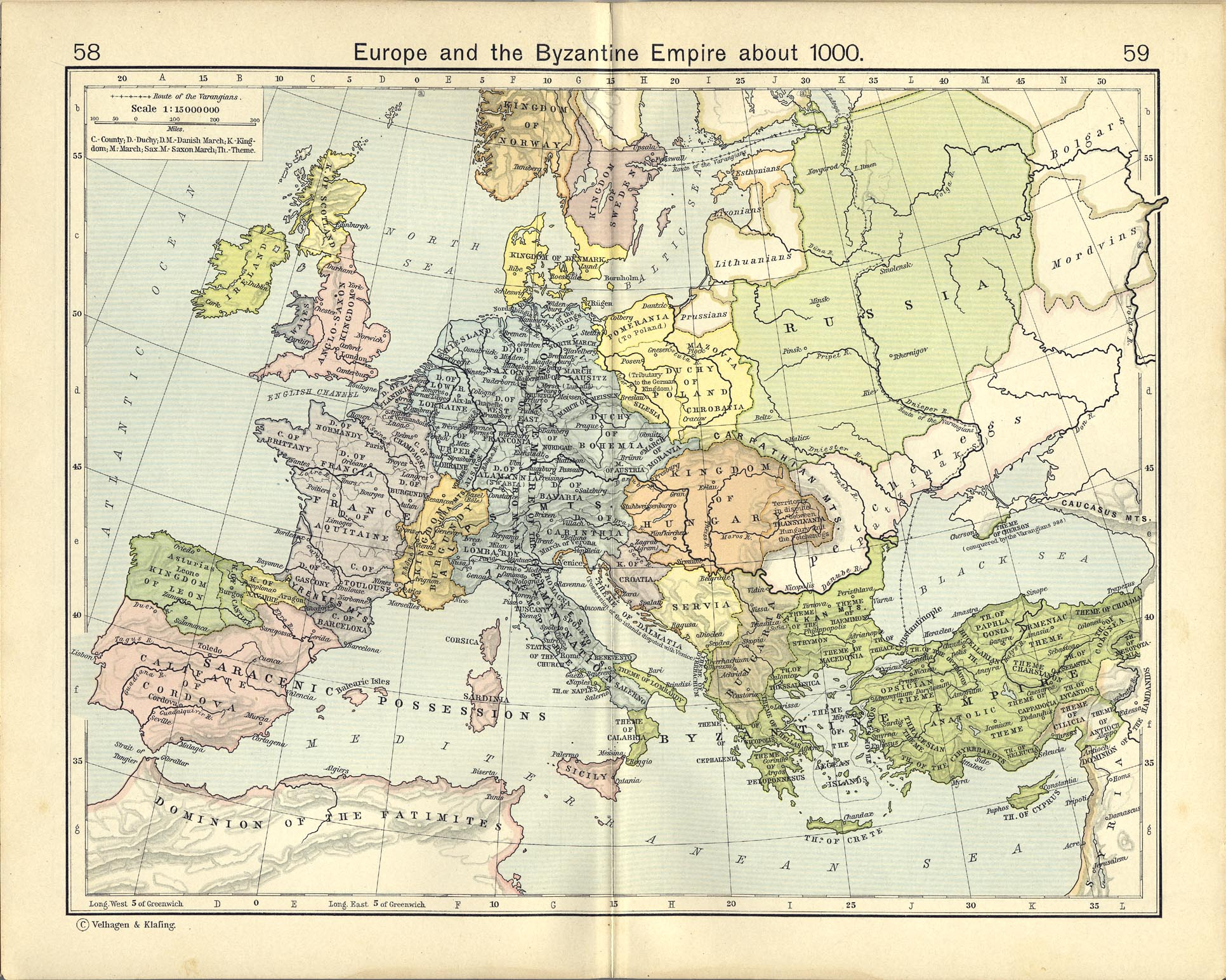
Chorwacja na mapie Europy w roku 1000.

Po śmierci króla Stefana Držislava w 997 roku, tron chorwacki objął Świętosław Suronja. Niezadowoleni z tego faktu jego bracia, Gojsław i Krzesimir, postanowili powstać przeciwko Świętosławowi. Wykorzystali fakt, iż król chorwacki był sojusznikiem Cesarstwa Bizantyńskiego, które było wrogiem państwa bułgarskiego. Wysłali poselstwo do ówczesnego cara Bułgarii Samuela Komitopula z prośbą o pomoc w działaniach militarnych. Władca bułgarski zgodził się pomóc i w 998 roku dokonał inwazji, zajmując Chorwację, Dalmację i duży obszar Bośni. Podbite tereny zostały przekazane Gojsławowi i Krzesimirowi.
W 1000 roku król Swetosław został ostatecznie pokonany przez siły bułgarskie i rebeliantów chorwackich i udał się na wygnanie do Wenecji. W odpowiedzi na wydarzenia w Chorwacji, doża Piotr II Orseolo rozpoczął zbrojną interwencję na terenie Dalmacji, która zakończyła się jego zwycięstwem.

## Panowanie
Wspólne panowanie Gojsława i Krzesimira upłynęło pod znakiem walki o przywrócenie chorwackiej władzy nad dalmackimi miastami, które od czasu wojny domowej były w rękach Wenecji. W 1018 roku wybuchła wojna pomiędzy Chorwacją a jej byłym protektorem – Republiką Wenecką. Dopiero interwencja cesarza bizantyńskiego Bazylego II Bułgarobójcy przywróciła pokój i uznanie Gojsława i Krzesimira za wasali Cesarstwa Bizantyńskiego.
Gojsław zmarł w 1020 roku.